# Marius Eriksen (ginnasta)
Emil Marius Eriksen (Barbu, 9 dicembre 1886 – Oslo, 14 settembre 1950) è stato un ginnasta norvegese.
Era padre dello sciatore alpino Stein e di Marius "junior", aviatore, attore e a sua volta sciatore alpino di alto livello.

## Biografia
Partecipò ai Giochi della V Olimpiade di Stoccolma 1912 come membro della squadra norvegese di sistema svedese che vinse la medaglia di bronzo.

## Palmarès

### Olimpiadi
- 1 medaglia:
  - 1 bronzo (svede a squadre a Stoccolma 1912)